# Happy Hairston
Harold „Happy” Hairston (ur. 31 maja 1942 w Winston-Salem, zm. 1 maja 2001 w Los Angeles) – amerykański koszykarz, występujący na pozycji skrzydłowego, mistrz NBA z 1972 roku.

## Osiągnięcia
NBA
- Mistrz NBA (1972)[1]
- 2-krotny wicemistrz NBA (1970, 1973)[1]